# Buldan (textil)
Buldan är en grov tuskaftad vävnad, mestadels i linne, men även av hampa eller jute. Den har sitt namn efter orten Buldan i Turkiet.
Buldan har förekommit i Sverige åtminstone sedan 1500-talet och använts till segel, säckar, grova kläder, handdukar med mera.
Några olika kvalitéer som svenska armén under 1700-talet använde till tält, damasker, foderpossor, foder i uniformerna, tvärsäckar, rustvagnstäcken, pajrockar mm var Hälsingebuldan och Barnhusbuldan.